# Steven Springer
Steven Anthony Springer (más conocido como Steven Springer) (23 de septiembre de 1951 - 10 de septiembre de 2012) fue un guitarrista y compositor estadounidense, se destacó por su innovador estilo de suaves toques de guitarra. 
Steven integró el conjunto Trinidad Tripoli Steel Band, tocó con Sir Lancelot Pinard, formó la banda  Sanctuary en Arizona, y  participó en la fundación del proyecto Tropicooljazz.
En 2005 le diagnosticaron cáncer e inició un largo tratamiento, que lo condujo a la cura. Pero la batalla no se había terminado, y en años sucesivos tuvo períodos de extensión y remisión de la enfermedad hasta su fallecimiento. Durante este período de su vida, se dedicó a realizar actuaciones en beneficio de las sociedades de lucha contra el cáncer de todo el mundo.